# Avezé
Avezé ist eine französische Stadt mit 692 Einwohnern (Stand: 1. Januar 2022) im Arrondissement Mamers im Département Sarthe in der Region Pays de la Loire. Cherré gehört zum Kanton La Ferté-Bernard und zum Gemeindeverband Communauté de communes du Pays de l’Huisne Sarthoise. Die Einwohner werden Avezéens genannt.

## Geographie
Avezé liegt etwa 43 Kilometer nordöstlich von Le Mans am Huisne. Umgeben wird Avezé von den Nachbargemeinden Le Theil im Norden, Ceton im Osten, Cherré-Au mit Cherreau und Souvigné-sur-Même im Süden sowie Saint-Germain-de-la-Coudre im Westen und Nordwesten.

## Bevölkerungsentwicklung
| 1962                      | 1968 | 1975 | 1982 | 1990 | 1999 | 2006 | 2012 |
| ------------------------- | ---- | ---- | ---- | ---- | ---- | ---- | ---- |
| 634                       | 533  | 483  | 537  | 554  | 642  | 782  | 750  |
| Quelle: Cassini und INSEE |      |      |      |      |      |      |      |

## Sehenswürdigkeiten
- Kirche Saint-Pierre aus dem 12. Jahrhundert mit späteren Umbauten
- Schloss La Prousterie
- Ziegelei Les Saules aus dem 19. Jahrhundert, Industriedenkmal und Monument historique seit 1986